# Tolyphus capensis
Tolyphus capensis is een keversoort uit de familie glanzende bloemkevers (Phalacridae). De wetenschappelijke naam van de soort werd in 1844 gepubliceerd door Félix Édouard Guérin-Méneville.